# Janirella priseri
Janirella priseri is een pissebed uit de familie Janirellidae. De wetenschappelijke naam van de soort is voor het eerst geldig gepubliceerd in 1972 door Chardy.